# 四宮久吉
四宮 久吉（しのみや ひさきち、1895年9月8日-1980年11月10日）は、日本の政治家であり弁護士。徳島県石井町出身。位階および勲等は、従四位・勲二等。

## 経歴
医師の書生として明治大学を卒業後、弁護士となる。
東京府会議員(3期)、東京都議会議員(文京区選出・5期)、東京都議会議長、全国都道府県議会議長会会長をへた後鳩山一郎の後見を得て、文京区で衆議院議員として第30回衆議院議員総選挙に出馬し当選。第31回までの6年間を衆議院議員として国政に携わる。この間、青色申告や戦後帰還事業、競艇事業の推進に貢献し、中曽根康弘の最初の派閥メンバーとして参画したのちに引退。
最終的に議席を深谷隆司へと譲る。1970年、勲二等瑞宝章受章